# 北海道道251号雨竜旭川線
北海道道251号雨竜旭川線（ほっかいどうどう251ごう うりゅうあさひかわせん）は、北海道雨竜郡幌加内町と旭川市を結ぶ一般道道（北海道道）である。

## 概要
名称に「雨竜」が含まれているが、雨竜町は経由しない。

### 路線データ
- 起点：北海道雨竜郡幌加内町字朱鞠内（国道275号交点）
- 終点：北海道旭川市末広6条12丁目（国道12号旭川新道交点）
- 総延長：70.421 km
- 実延長：64.242 km
- 重用延長：6.179 km
- 未舗装延長：10.321 km

### 道路管理者
- 上川総合振興局 旭川建設管理部 事業課

## 歴史
- 1957年（昭和32年）3月30日 - 158号として路線認定[1]。

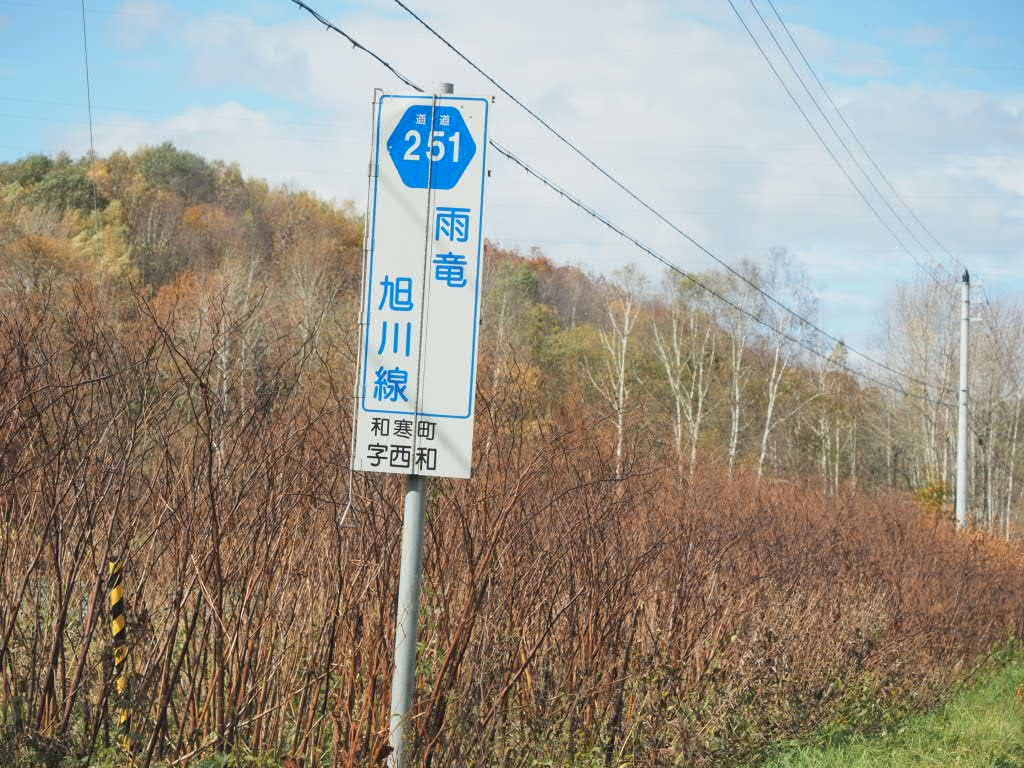
道道251号標識

- 道道251号標識1994年（平成6年）10月1日 - 路線番号を251号に変更[2]。

## 路線状況

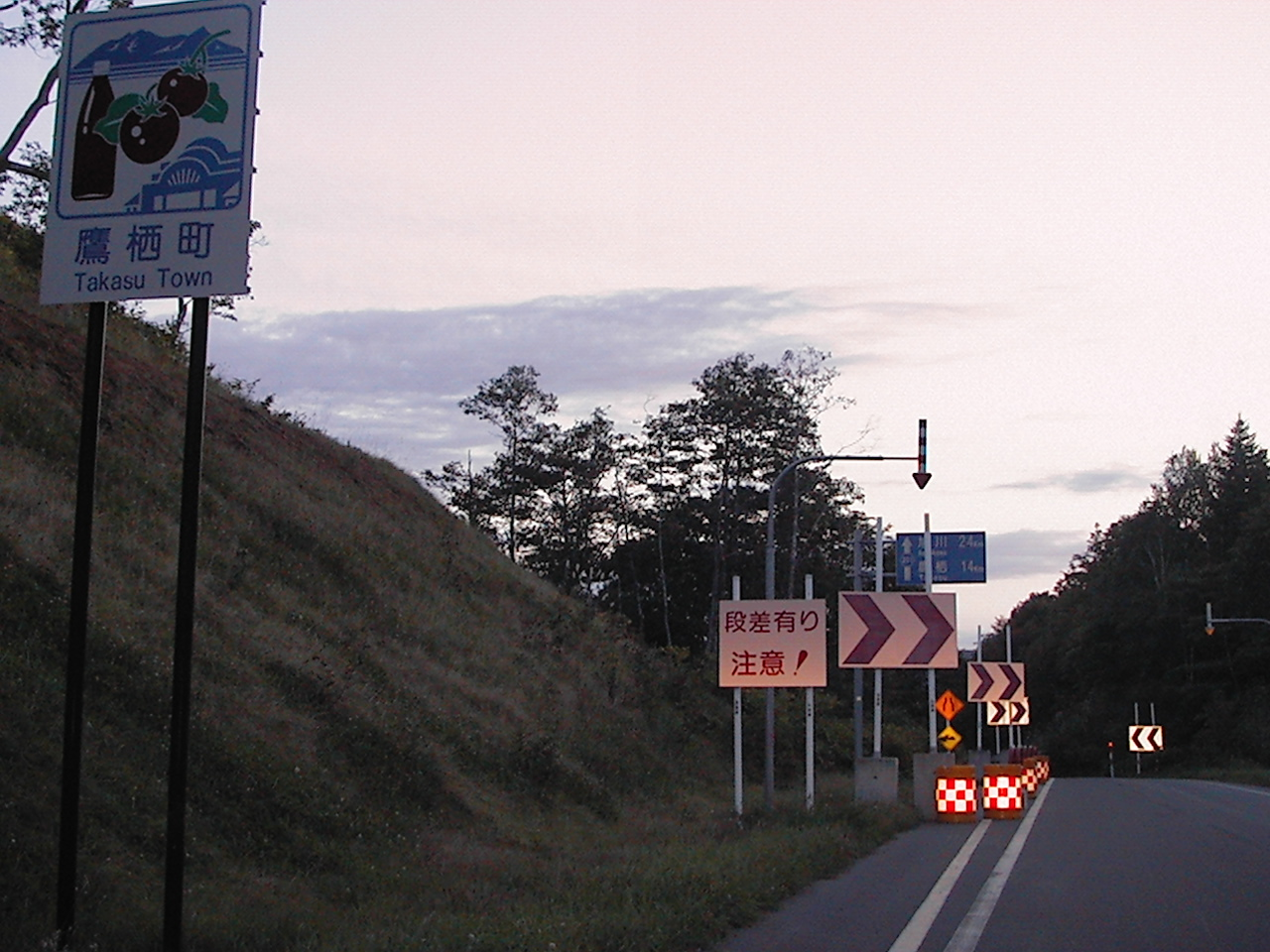
道道251号（維文峠）

- 士別市と剣淵町の境界に犬牛別峠、和寒町と鷹栖町の境界に維文峠がある。犬牛別峠は未舗装で道幅が狭い。維文峠は改良が進められている。ともに冬季は通行止となる。
- 士別市温根別町南17線から同市温根別町犬牛別の間は、落石の恐れのため2001年（平成13年）秋以降通行止が続いていたが、2008年（平成20年）春に工事を終えて開通した。

### 重複区間
- 国道239号（士別市温根別町）
- 北海道道48号和寒幌加内線（和寒町字西和 - 和寒町字福原）
- 北海道道848号鷹栖江丹別線（鷹栖町維文 - 鷹栖町20線11号）

### 道路施設

#### 主な橋梁
- 昭南橋（75 m、犬牛別川、士別市温根別町）
- 豊栄橋（55 m、温根別ダム貯水池、士別市温根別町伊文）
- 伊文大橋（220 m、温根別ダム貯水池、士別市温根別町伊文）
- 治水橋（79 m、オサラッペ川、鷹栖町15線 - 鷹栖町14線）
- 瑞穂橋（63 m、ヨンカシュッペ川、鷹栖町13線）

#### 常設型ゲート
- 温根別南17線ゲート（士別市温根別町6412-2）
- 西和ゲート（和寒町字西和400-1）
- 福原ゲート（和寒町字福原）
- 維文ゲート（鷹栖町字維文4982）

## 地理

### 通過する自治体
- 上川総合振興局
  - 雨竜郡幌加内町 - 士別市 - 上川郡剣淵町 - 上川郡和寒町 - 上川郡鷹栖町 - 旭川市

### 交差する道路
幌加内町
- 国道275号 - 字朱鞠内（起点）

士別市
- 国道239号 - 温根別町
- 北海道道984号温根別ビバカルウシ線 - 温根別町
- 北海道道938号伊文政和線 - 温根別町伊文

和寒町
- 北海道道48号和寒幌加内線 - 字西和、字福原（重複）

鷹栖町
- 北海道道848号鷹栖江丹別線 - 20線
- 北海道道99号和寒鷹栖線 - 14線10号
- 北海道道37号鷹栖東神楽線 - 北1条1丁目
- 道央自動車道 - 8線10号※接続はしない

旭川市
- 国道12号（旭川新道） - 末広6条12丁目（終点）

### 主な峠
- 犬牛別峠
- 維文峠

### 沿線にある施設など
士別市
- 北ひびき農業協同組合本所
- 士別市立温根別小学校
- 士別市立温根別中学校
- 温根別ダム

鷹栖町
- 鷹栖町立鷹栖小学校
- 鷹栖町郷土資料館
- 北海道鷹栖高等学校